# Bob Neuwirth
Bob Neuwirth (20. června 1939 Akron, Ohio – 18. května 2022 Santa Monica) byl americký zpěvák, producent, skladatel a malíř. Byl přítelem Boba Dylana, hrál i v dokumentárním filmu Dont Look Back. Je spoluautorem písně „Mercedes Benz“, kterou proslavila zpěvačka Janis Joplin. Své první album nazvané Bob Neuwirth vydal v roce 1974, následovala dlouhá přestávka a roku 1988 vydal druhou desku Back to the Front. Později vydal ještě několik dalších alb. V roce 1994 spolupracoval s Johnem Calem ze skupiny The Velvet Underground a vydali spolu album Last Day on Earth.

## Diskografie

### Sólová alba
- Bob Neuwirth (1974)
- Back to the Front (1988)
- 99 Monkeys (1990)
- Last Day on Earth (1994) – s Johnem Calem
- Look Up (1996)
- Havana Midnight (1999)

### Ostatní
- Bobby Charles (Bobby Charles, 1972)
- Spooky Lady's Sideshow (Kris Kristofferson, 1974) – zpěv
- Lasso from El Paso (Kinky Friedman, 1976) – zpěv
- The Criminal Under My Own Hat (T-Bone Burnett, 1992) – produkce
- Thirteen Years (Alejandro Escovedo, 1993)
- Switchblades of Love (Steve Young, 1993) – harmonika
- Phoenix (Vince Bell, 1994) – produkce
- Ralph Stanley (Ralph Stanley, 2002) – produkce
- Still Lookin' Good to Me (The Band of Blacky Ranchette, 2003) – kytara
- A Distant Land to Roam: Songs of the Carter Family (Ralph Stanley, 2006) – produkce
- Portents of Love (The Kropotkins, 2015) – produkce
- Ojo (Vince Bell, 2018) – produkce

Kompilace
- Por Vida: A Tribute to the Songs of Alejandro Escovedo - „Rosalie“ (různí, 2004)
- The Harry Smith Project: Anthology of American Folk Music Revisited – „I Wish I Was a Mole in the Ground“ (různí, 2006)
- Rogue's Gallery: Pirate Ballads, Sea Songs, & Chanteys – „Haul on the Bowline“ (různí, 2006)